# John Oystermayre
John Oystermayre est un compositeur anglais actif vers la fin du XVIe siècle et auteur d’une pièce contenue dans le Fitzwilliam Virginal Book.
Son nom ainsi que le prénom « Jehan » donné par Caldwell (voir ci-dessous) semblent indiquer une origine germanique (Ostermayer).
Ni le New Grove Dictionary of Music and Musicians, ni le MGG, les deux grandes encyclopédies de référence, ne mentionnent son nom.
Parmi les principaux ouvrages spécialisés, seuls Caldwell (qui donne le prénom de « Jehan ») et Charles Van den Borren le mentionnent, précisant qu’on ne connaît de ce musicien que son nom.